# Jaderná elektrárna Východní Sibiř
Jaderná elektrárna Východní Sibiř (rusky Восточно-Сибирская АЭС) je plánovaná jaderná elektrárna v Rusku. Bude se nacházet v Irkutské oblasti. V případě realizace se stane první jadernou elektrárnou na východní Sibiři.

## Historie a technické informace
Elektrárna má být umístěna v Irkutské oblasti, ale prozatím přesná lokalita nebyla uveřejněna a bude určena na základě výsledků předprojektových studií. Jedním z potenciálních míst pro elektrárnu má být areál chemického závodu ve městě Usolje-Siborskoje, kde bylo místo převzato Rosatomem. Potenciální lokalita však byla vyloučena před fází předběžného návrhu. Mezi další potenciální lokality pro stanici patří okolí Tajšet a Usť Kut, které se nacházejí v blízkosti kaskády vodních elektráren řeky Angara, v oblastech mírné seismické aktivity.
Prioritní předprojektovou variantou je umístění elektrárny v blízkosti města Tajšet vzhledem k jeho výhodné geografické poloze mezi nejlidnatějšími městy východní Sibiře, jako je Krasnojarsk, Irkutsk a Bratsk. Navíc se zde nachází hliníkárna TaAZ a energeticky deficitní Transsibiřská magistrála a Bajkalsko-amurská magistrála.
Elektrárna se má stát zařízením s reaktory čtvrté generace.
Dne 18. října 2024 byl  zveřejněn návrh obecného schématu, revidovaný na základě připomínek a námětů k návrhu obecného schématu došlého jako součást veřejné diskuse. V revidovaném projektu všeobecného schématu umístění elektroenergetických zařízení do roku 2042 byl projekt jaderné elektrárny Krasnojarsk vyloučen ve prospěch výstavby dvou jaderných elektráren s nižší kapacitou; JE Seversk a samotná Východosibiřská jaderná elektrárna. Umístění elektrárny bude upřesněno na základě výsledků předprojektových studií.

## Informace o reaktorech
| Reaktor          | Typ reaktoru | Výkon   | Výkon   | Zahájení výstavby | Připojení k síti | Uvedení do provozu | Uzavření |
| Reaktor          | Typ reaktoru | Čistý   | Hrubý   | Zahájení výstavby | Připojení k síti | Uvedení do provozu | Uzavření |
| ---------------- | ------------ | ------- | ------- | ----------------- | ---------------- | ------------------ | -------- |
| Východní Sibiř-1 | RBN          | 1225 MW | 1255 MW |                   | 2041             |                    |          |
| Východní Sibiř-2 | RBN          | 1225 MW | 1255 MW |                   | 2042             |                    |          |